# Discografia de James Brown
Esta é uma discografia disposta de maneira cronológica da carreira musical de James Brown.  Brown se juntou ao grupo vocal de Bobby Byrd, The Flames, em 1953, primeiro como baterista e então como vocal principal. Mais tarde o grupo se tornou o The Famous Flames, que assinaram com a Federal Records em 1956 e gravaram seu primeiro single de sucesso, "Please, Please, Please", que vendeu mais de um milhão de cópias.
Após o lançamento de outro sucesso "Try Me", se seguiram nove relativos fracassos, mas em seguida o grupo conseguiu uma série de álbuns e singles de sucesso no começo dos anos 1960. As aspirações de Brown por uma carreira solo começaram por volta de 1962. Na época de "Papa's Got a Brand New Bag", ele usava o nome The Flames cada vez menos enquanto se transformava em artista solo em tempo integral, agora envolvido no desenvolvimento de um novo sub-gênero do R&B, o funk. Eventualmente o Famous Flames o deixaram em 1968. Brown formou os The J.B.'s que o ajudaram e contribuíram para seu contínuo sucesso nos anos 1970. Após a desintegração da banda, Brown continuou gravando sem o mesmo sucesso anterior até o lançamento de "Living in America" de 1985, e ter sucesso com os álbuns  Gravity (1986) e I'm Real (1988).
Brown teve músicas nas paradas ao menos por 96 vezes na Billboard Hot 100 e ao menos 110 vezes na parada R&B. Dezessete singles de Brown, incluindo cinco creditados como "James Brown and the Famous Flames", alcançaram o número um na parada R&B. Brown gravou diversos outros sucessos usando pseudônimos, mais notadamente "(Do the) Mashed Potatoes" e "Doing It to Death". Além de seus próprios sucessos, Brown escreveu e  produziu discos que entraram nas paradas para muitos outros artistas, incluindo Bobby Byrd, Hank Ballard, Tammy Montgomery, Lyn Collins, Marva Whitney e os The J.B.'s. Em contraste com seu sucesso nas paradas, poucas de suas gravações de sucesso foram  certificadas pela RIAA, em parte devido a relutância de suas gravadoras em pagar os honorários requeridos. Ele teve dois singles certificados Ouro - "Get on the Good Foot" (1972) e "The Payback" (1974) - e um álbum certificado ouro, The Payback de 1973. Entretanto duas compilações de seus trabalhos lançadas em 1991, foram certificadas: Star Time (ouro) e 20 All-Time Greatest Hits! (platina).

## Álbuns

### Álbuns de estúdio
| Please Please Please (James Brown and The Famous Flames)                                | - Lançamento: 1959 - Gravadora: King                              | —   | —  | —  | —  | —  |             |
| Try Me! (James Brown and The Famous Flames)                                             | - Lançamento: 1959 - Gravadora: King                              | —   | —  | —  | —  | —  |             |
| Think! (James Brown and The Famous Flames)                                              | - Lançamento: 1960 - Gravadora: King                              | —   | —  | —  | —  | —  |             |
| The Amazing James Brown (James Brown and The Famous Flames)                             | - Lançamento: 1961 - Gravadora: King                              | —   | —  | —  | —  | —  |             |
| James Brown Presents His Band (James Brown and The Famous Flames)                       | - Lançamento: 1961 - Gravadora: King                              | —   | —  | —  | —  | —  |             |
| Good, Good, Twistin' (James Brown and The Famous Flames)                                | - Lançamento: 1962 - Gravadora: King                              | —   | —  | —  | —  | —  |             |
| James Brown and His Famous Flames Tour the U.S.A. (James Brown and The Famous Flames)   | - Lançamento: 1962 - Gravadora: King                              | —   | —  | —  | —  | —  |             |
| Prisoner of Love                                                                        | - Lançamento: setembro de 1963 - Gravadora: King                  | 73  | —  | —  | —  | —  |             |
| Showtime                                                                                | - Lançamento: abril de 1964 - Gravadora: Smash                    | 61  | —  | —  | —  | —  |             |
| Grits & Soul                                                                            | - Lançamento: 1964 - Gravadora: Smash                             | 124 | 9  | —  | —  | —  |             |
| Out of Sight                                                                            | - Lançamento: setembro de 1964 - Gravadora: Smash                 | —   | —  | —  | —  | —  |             |
| Papa's Got a Brand New Bag                                                              | - Lançamento: 1965 - Gravadora: King                              | 26  | 2  | —  | —  | —  |             |
| James Brown Plays James Brown Today & Yesterday                                         | - Lançamento: novembro de 1965 - Gravadora: Smash                 | 42  | 3  | —  | —  | —  |             |
| I Got You (I Feel Good)                                                                 | - Lançamento: 1º de janeiro de 1966 - Gravadora: King             | 36  | 3  | —  | —  | —  |             |
| Mighty Instrumentals                                                                    | - Lançamento: 1966 - Gravadora: King                              | —   | —  | —  | —  | —  |             |
| James Brown Plays New Breed (The Boo-Ga-Loo)                                            | - Lançamento: março de 1966 - Gravadora: Smash                    | 101 | —  | —  | —  | —  |             |
| It's a Man's Man's Man's World                                                          | - Lançamento: agosto de 1966 - Gravadora: King                    | 90  | —  | —  | —  | —  |             |
| James Brown Sings Christmas Songs                                                       | - Lançamento: novembro de 1966 - Gravadora: King                  | —   | —  | —  | —  | —  |             |
| Handful of Soul                                                                         | - Lançamento: novembro de 1966 - Gravadora: Smash                 | 135 | 24 | —  | —  | —  |             |
| James Brown Sings Raw Soul                                                              | - Lançamento: março de 1967 - Gravadora: King                     | 88  | —  | —  | —  | —  |             |
| James Brown Plays the Real Thing                                                        | - Lançamento: junho de 1967 - Gravadora: Smash                    | 164 | 27 | —  | —  | —  |             |
| Cold Sweat (James Brown and The Famous Flames)                                          | - Lançamento: agosto de 1967 - Gravadora: King                    | 35  | 5  | —  | —  | —  |             |
| I Can't Stand Myself When You Touch Me                                                  | - Lançamento: março de 1968 - Gravadora: King                     | 17  | 4  | —  | —  | —  |             |
| I Got the Feelin'                                                                       | - Lançamento: abril de 1968 - Gravadora: King                     | 135 | —  | —  | —  | —  |             |
| James Brown Plays Nothing But Soul                                                      | - Lançamento: agosto de 1968 - Gravadora: King                    | 150 | —  | —  | —  | —  |             |
| Thinking About Little Willie John and a Few Nice Things                                 | - Lançamento: dezembro de 1968 - Gravadora: King                  | —   | —  | —  | —  | —  |             |
| A Soulful Christmas                                                                     | - Lançamento: 1968 - Gravadora: King                              | —   | —  | —  | —  | —  |             |
| Say It Loud – I'm Black and I'm Proud                                                   | - Lançamento: março de 1969 - Gravadora: King                     | 53  | 6  | —  | —  | —  |             |
| Gettin' Down to It                                                                      | - Lançamento: maio de 1969 - Gravadora: King                      | 99  | 26 | —  | —  | —  |             |
| The Popcorn                                                                             | - Lançamento: agosto de 1969 - Gravadora: King                    | —   | —  | —  | —  | —  |             |
| It's a Mother                                                                           | - Lançamento: agosto de 1969 - Gravadora: King                    | 26  | —  | 49 | —  | —  |             |
| Ain't It Funky                                                                          | - Lançamento: janeiro de 1970 - Gravadora: King                   | 43  | 5  | —  | —  | —  |             |
| Soul on Top                                                                             | - Lançamento: abril de 1970 - Gravadora: King                     | 125 | 12 | —  | —  | —  |             |
| It's a New Day – Let a Man Come In                                                      | - Lançamento: junho de 1970 - Gravadora: King                     | —   | 19 | —  | —  | —  |             |
| Hey America                                                                             | - Lançamento: 1970 - Gravadora: King                              | —   | —  | —  | —  | —  |             |
| Super Bad                                                                               | - Lançamento: 1971 - Gravadora: King                              | 61  | 4  | —  | —  | —  |             |
| Sho Is Funky Down Here                                                                  | - Lançamento: abril de 1971 - Gravadora: King                     | 137 | 26 | —  | —  | —  |             |
| Hot Pants                                                                               | - Lançamento: agosto de 1971 - Gravadora: Polydor                 | 22  | 4  | —  | —  | —  |             |
| There It Is                                                                             | - Lançamento: 9 de junho de 1972 - Gravadora: Polydor             | 60  | 10 | —  | —  | —  |             |
| Get on the Good Foot                                                                    | - Lançamento: 20 de novembro de 1972 - Gravadora: Polydor         | 68  | 8  | —  | —  | —  |             |
| Black Caesar                                                                            | - Lançamento: fevereiro de 1973 - Gravadora: Polydor              | 31  | 2  | —  | —  | —  |             |
| Slaughter's Big Rip-Off                                                                 | - Lançamento: setembro de 1973 - Gravadora: Polydor               | 92  | 15 | —  | —  | —  |             |
| The Payback                                                                             | - Lançamento: dezembro de 1973 - Gravadora: Polydor               | 34  | 1  | 92 | —  | —  | - EUA: Ouro |
| Hell                                                                                    | - Lançamento: 28 de junho de 1974 - Gravadora: Polydor            | 35  | 2  | 78 | —  | —  |             |
| Reality                                                                                 | - Lançamento: 19 de dezembro de 1974 - Gravadora: Polydor         | 56  | 11 | —  | —  | —  |             |
| Sex Machine Today                                                                       | - Lançamento: maio de 1975 - Gravadora: Polydor                   | 103 | 24 | 60 | —  | —  |             |
| Everybody's Doin' the Hustle & Dead on the Double Bump                                  | - Lançamento: setembro de 1975 - Gravadora: Polydor               | —   | —  | —  | —  | —  |             |
| Hot                                                                                     | - Lançamento: 1º de janeiro de 1976 - Gravadora: Polydor          | —   | —  | —  | —  | —  |             |
| Get Up Offa That Thing                                                                  | - Lançamento: julho de 1976 - Gravadora: Polydor                  | 147 | 24 | 12 | —  | —  |             |
| Bodyheat                                                                                | - Lançamento: dezembro de 1976 - Gravadora: Polydor               | 126 | 20 | —  | —  | —  |             |
| Mutha's Nature                                                                          | - Lançamento: 1977 - Gravadora: Polydor                           | —   | 38 | —  | —  | —  |             |
| Jam 1980's                                                                              | - Lançamento: março de 1978 - Gravadora: Polydor                  | —   | 32 | —  | —  | —  |             |
| Take a Look at Those Cakes                                                              | - Lançamento: dezembro de 1978 - Gravadora: Polydor               | —   | —  | —  | —  | —  |             |
| The Original Disco Man                                                                  | - Lançamento: julho de 1979 - Gravadora: Polydor                  | 152 | 37 | —  | —  | —  |             |
| People                                                                                  | - Lançamento: março de 1980 - Gravadora: Polydor                  | —   | —  | —  | —  | —  |             |
| Soul Syndrome                                                                           | - Lançamento: 1980 - Gravadora: TK                                | —   | —  | —  | —  | —  |             |
| Nonstop!                                                                                | - Lançamento: abril de 1981 - Gravadora: Polydor                  | —   | —  | —  | —  | —  |             |
| Bring It On!                                                                            | - Lançamento: 1983 - Gravadora: Augusta Sound                     | —   | —  | —  | —  | —  |             |
| Gravity                                                                                 | - Lançamento: 15 de setembro de 1986 - Gravadora: Scotti Brothers | 156 | 39 | —  | —  | 85 |             |
| I'm Real                                                                                | - Lançamento: 1988 - Gravadora: Scotti Brothers                   | 96  | 15 | —  | 19 | 27 |             |
| Love Over-Due                                                                           | - Lançamento: 23 de julho de 1991 - Gravadora: Scotti Brothers    | —   | 51 | —  | 35 | —  |             |
| Universal James                                                                         | - Lançamento: 9 de março de 1993 - Gravadora: Scotti Brothers     | —   | —  | —  | 34 | —  |             |
| I'm Back                                                                                | - Lançamento: 17 de novembro de 1998 - Gravadora: Inferno         | —   | —  | —  | —  | —  |             |
| The Merry Christmas Album                                                               | - Lançamento: 16 de novembro de 1999 - Gravadora: Waxworks        | —   | —  | —  | —  | —  |             |
| The Next Step                                                                           | - Lançamento: 27 de agosto de 2002 - Gravadora: Fome              | —   | 72 | —  | —  | —  |             |
| "—" denota items que não entraram nas paradas ou não foram lançados naquele território. |                                                                   |     |    |    |    |    |             |

### Compilações
| Soul Classics                                                                           | - Lançamento: 1972 - Gravadora: Polydor                  | 83  | 13 | —  | —  | —  |                |
| Soul Classics, Volume II                                                                | - Lançamento: 1973 - Gravadora: Polydor                  | —   | 31 | —  | —  | —  |                |
| Solid Gold, 30 Golden Hits                                                              | - Lançamento: 1977 - Gravadora: Polydor                  | —   | —  | —  | —  | —  |                |
| The Fabulous James Brown                                                                | - Lançamento: 1977 - Gravadora: HRB Music Company        | —   | —  | —  | —  | —  |                |
| Can Your Heart Stand It?                                                                | - Lançamento: 1981 - Gravadora: Solid Smoke              | —   | —  | —  | —  | —  |                |
| The Best of James Brown                                                                 | - Lançamento: 1981 - Gravadora: Polydor                  | —   | —  | —  | —  | —  |                |
| The Federal Years, Part I                                                               | - Lançamento: 1984 - Gravadora: King                     | —   | —  | —  | —  | —  |                |
| The Federal Years, Part II                                                              | - Lançamento: 1984 - Gravadora: King                     | —   | —  | —  | —  | —  |                |
| Roots of a Revolution, 1956–1965                                                        | - Lançamento: 1984 - Gravadora: Polydor                  | —   | —  | —  | —  | —  |                |
| Ain't That a Groove, 1966–1969                                                          | - Lançamento: 1984 - Gravadora: Polydor                  | —   | —  | —  | —  | —  |                |
| Doing It to Death, 1970–1973                                                            | - Lançamento: 1984 - Gravadora: Polydor                  | —   | —  | —  | —  | —  |                |
| Dead on the Heavy Funk, 1974–1976                                                       | - Lançamento: 1985 - Gravadora: Polydor                  | —   | —  | —  | —  | —  |                |
| The CD of JB: (Sex Machine and Other Soul Classics)                                     | - Lançamento: 1985 - Gravadora: Polydor                  | —   | —  | —  | —  | —  |                |
| The LP of JB                                                                            | - Lançamento: 1986 - Gravadora: Polydor                  | —   | —  | —  | —  | —  |                |
| In the Jungle Groove                                                                    | - Lançamento: agosto de 1986 - Gravadora: Polydor        | —   | —  | —  | —  | —  |                |
| The CD of JB II, Cold Sweat and Other Soul Classics                                     | - Lançamento: 1987 - Gravadora: Polydor                  | —   | —  | —  | —  | —  |                |
| The Best of James Brown                                                                 | - Lançamento: October 1987 - Gravadora: K-tel            | —   | —  | —  | —  | 17 | - UK: Ouro     |
| Motherlode                                                                              | - Lançamento: 1988 - Gravadora: Polydor                  | —   | —  | —  | —  | —  |                |
| The Great James Brown, Soul Brother Number One                                          | - Lançamento: 1988 - Gravadora: Polydor                  | —   | —  | 33 | —  | —  |                |
| Dance Machine                                                                           | - Lançamento: 1990 - Gravadora: Polydor                  | —   | —  | —  | —  | —  |                |
| Messin' with the Blues                                                                  | - Lançamento: 1991 - Gravadora: Polydor                  | —   | —  | —  | —  | —  |                |
| Star Time                                                                               | - Lançamento: 7 de maio de 1991 - Gravadora: Polydor     | —   | 89 | —  | —  | —  | - EUA: Ouro    |
| 20 All-Time Greatest Hits!                                                              | - Lançamento: 22 de outubro de 1991 - Gravadora: Polydor | 133 | 99 | —  | —  | —  | - EUA: Platina |
| Sex Machine, The Very Best of James Brown                                               | - Lançamento: novembro de 1991 - Gravadora: Polydor      | —   | —  | —  | —  | 19 | - UK: Ouro     |
| Greatest Hits of the Fourth Decade                                                      | - Lançamento: 1992 - Gravadora: Attic                    | —   | —  | —  | —  | —  |                |
| Living in America                                                                       | - Lançamento: 1995 - Gravadora: Polydor                  | —   | —  | —  | —  | —  |                |
| Roots of a Revolution 1956–1963                                                         | - Lançamento: 1995 - Gravadora: Polydor                  | —   | —  | —  | —  | —  |                |
| JB40, 40th Anniversary Collection                                                       | - Lançamento: 1996 - Gravadora: Polydor                  | —   | —  | —  | —  | —  |                |
| Foundations of Funk, A Brand New Bag, 1964–1969                                         | - Lançamento: 19 de março de 1996 - Gravadora: Polydor   | —   | —  | —  | —  | —  |                |
| Funk Power 1970, A Brand New Thang                                                      | - Lançamento: 4 de junho de 1996 - Gravadora: Polydor    | —   | —  | —  | —  | —  |                |
| Make It Funky, The Big Payback, 1971–1975                                               | - Lançamento: July 23, 1996 - Gravadora: Polydor         | —   | —  | —  | —  | —  |                |
| Dead on the Heavy Funk, 1975–1983                                                       | - Lançamento: 1998 - Gravadora: Polydor                  | —   | —  | —  | —  | —  |                |
| Classic James Brown, Universal Masters Collection                                       | - Lançamento: 2001 - Gravadora: Polydor                  | —   | —  | —  | —  | —  |                |
| The Godfather, The Very Best of James Brown                                             | - Lançamento: March 2002 - Gravadora: Universal          | —   | —  | —  | 61 | 30 | - UK: Ouro     |
| Classic James Brown, Volume II, Universal Masters Collection                            | - Lançamento: 2003 - Gravadora: Polydor                  | —   | —  | —  | —  | —  |                |
| 20th Century Masters, The Christmas Collection                                          | - Lançamento: 2003 - Gravadora: Polydor                  | —   | —  | —  | —  | —  |                |
| 50th Anniversary Collection                                                             | - Lançamento: 2003 - Gravadora: Universal                | —   | —  | —  | —  | —  |                |
| The Singles, Volume I: The Federal Years, 1956–1960                                     | - Lançamento: 1º de setembro de 2006 - Gravadora: Hip-O  | —   | —  | —  | —  | —  |                |
| The Singles, Volume II: 1960–1963                                                       | - Lançamento: 27 de março de 2007 - Gravadora: Hip-O     | —   | —  | —  | —  | —  |                |
| The Singles, Volume III: 1964–1965                                                      | - Lançamento: 8 de junho de 2007 - Gravadora: Hip-O      | —   | —  | —  | —  | —  |                |
| A Family Affair (com as filhas Yamma e Venisha)                                         | - Lançamento: 2007 - Gravadora: Let Them Eat Vinyl       | —   | —  | —  | —  | —  |                |
| The Singles, Volume IV: 1966–1967                                                       | - Lançamento: 19 de outubro de 2007 - Gravadora: Hip-O   | —   | —  | —  | —  | —  |                |
| Number 1's                                                                              | - Lançamento: 2007 - Gravadora: Universal                | —   | —  | —  | —  | —  |                |
| Soul Brother No. 1                                                                      | - Lançamento: 2008 - Gravadora: Universal                | 170 | —  | —  | —  | —  |                |
| The Singles, Volume V: 1967–1969                                                        | - Lançamento: 2008 - Gravadora: Hip-O                    | —   | —  | —  | —  | —  |                |
| The Singles, Volume VI: 1969–1970                                                       | - Released: 2009 - Label: Hip-O                          | —   | —  | —  | —  | —  |                |
| The Singles, Volume VII: 1970–1972                                                      | - Lançamento: 2009 - Gravadora: Hip-O                    | —   | —  | —  | —  | —  |                |
| The Singles, Volume VIII: 1972–1973                                                     | - Lançamento: 2009 - Gravadora: Hip-O                    | —   | —  | —  | —  | —  |                |
| Icon                                                                                    | - Lançamento: 2010 - Gravadora: Polydor                  | —   | —  | —  | —  | —  |                |
| The Singles, Volume IX: 1973–1975                                                       | - Lançamento: 2010 - Gravadora: Hip-O                    | —   | —  | —  | —  | —  |                |
| The Complete James Brown Christmas                                                      | - Lançamento: 2010 - Gravadora: Hip-O                    | —   | —  | —  | —  | —  |                |
| The Singles, Volume X: 1975–1979                                                        | - Lançamento: 2011 - Gravadora: Hip-O                    | —   | —  | —  | —  | —  |                |
| The Singles, Volume XI: 1979–1981                                                       | - Lançamento: 2011 - Gravadora: Hip-O                    | —   | —  | —  | —  | —  |                |
| Get On Up, The James Brown Story                                                        | - Lançamento: 2014 - Gravadora: Polydor                  | 61  | 9  | —  | —  | —  |                |
| "—" denota items que não entraram nas paradas ou não foram lançados naquele território. |                                                          |     |    |    |    |    |                |

### Álbuns Ao Vivo
| Live at the Apollo (James Brown and The Famous Flames)                                  | - Lançamento: Maio de 1963 - Gravadora: King          | 2  | —  | —  | —  | Re-sequenciado e relançado com faixas bônus em 2004 |
| Pure Dynamite!, Live at the Royal (James Brown and The Famous Flames)                   | - Lançamento: 1964 - Gravadora: King                  | 10 | —  | —  | —  | Inclui 2 faixas de estúdio com overdub de plateia |
| The James Brown Show                                                                    | - Lançamento: janeiro de 1967 - Gravadora: Smash      | —  | —  | —  | —  | James Brown como produtor e músico. Por restrições do seu contrato com a King Records, ele não pode se apresentar.                                                   |
| Live at the Garden (James Brown and The Famous Flames)                                  | - Lançamento: maio de 1967 - Gravadora: King          | 41 | 6  | —  | —  | Inclui uma faixa de estúdio com overdub de plateia; re-sequenciado e relançado com faixas bônus em 2009                                                              |
| Live at the Apollo, Volume II (James Brown and The Famous Flames)                       | - Lançamento: agosto de 1968 - Gravadora: King        | 32 | 2  | 32 | 19 | LP duplo; re-sequenciado e relançado com apresentações inéditas e estendidas em 2001                                                                                 |
| Sex Machine                                                                             | - Lançamento: setembro de 1970 - Gravadora: King      | 29 | 4  | —  | —  | LP duplo; primeiro disco contém gravações de estúdio com overdub de plateia; segundo disco contém o concerto ao vivo com uma faixa de estúdio com overdub de plateia |
| Revolution of the Mind, Live at the Apollo, Volume III                                  | - Lançamento: dezembro de 1971 - Gravadora: Polydor   | 39 | 7  | —  | —  | LP duplo |
| Hot on the One                                                                          | - Lançamento: julho de 1980 - Gravadora: Polydor      | —  | —  | —  | —  | LP duplo |
| Live in New York                                                                        | - Lançamento: 1981 - Gravadora: Knockout              | —  | —  | —  | —  | LP duplo; inclui duas faixas de estúdio instrumentais da Bay Ridge Band                                                                                              |
| Live at Chastain Park                                                                   | - Lançamento: 1988 - Gravadora: Charly                | —  | —  | —  | —  | Gravado em 1985 |
| Soul Session Live                                                                       | - Lançamento: 1989 - Gravadira: Scotti Brothers       | —  | —  | —  | 46 | Inclui um dueto gravado em estúdio com Aretha Franklin |
| Love Power Peace: Live at the Olympia, Paris, 1971                                      | - Lançamento: 23/08/1992 - Gravadora: Polydor         | —  | —  | —  | —  | LP triplo inédito |
| Live at the Apollo 1995                                                                 | - Lançamento: 18/07/1995 - Gravadora: Scotti Brothers | —  | —  | —  | —  | Inclui uma faixa de estúdio |
| Say It Live and Loud, Live in Dallas 08.26.68                                           | - Lançamento: 11/08/1998 - Gravadora: PolyGram        | —  | —  | —  | —  | Inédito |
| Live at the Apollo, Volume IV: September 13–14, 1972                                    | - Lançamento: 16/04/2016 - Gravadora: Polydor         | —  | 45 | —  | —  | LP duplo |
| "—" denota items que não entraram nas paradas ou não foram lançados naquele território. |                                                       |    |    |    |    | |

## Singles

### 1956–1971
| Lançados pela Federal Records: | |     |    |    |     |    |    |    |    |  |                                                   |
| 1956 | "Please, Please, Please" b/w "Why Do You Do Me" (de Try Me!)                                        | —   | 6  | —  | —   | —  | —  | —  | —  |  | Please Please Please                              |
| 1956 | "I Don't Know" b/w "I Feel That Old Feeling Coming On"                                              | —   | —  | —  | —   | —  | —  | —  | —  |  | Please Please Please                              |
| 1956 | "No, No, No, No" b/w "Hold My Baby's Hand"                                                          | —   | —  | —  | —   | —  | —  | —  | —  |  | Please Please Please                              |
| 1956 | "Chonnie-On-Chon" b/w "I Won't Plead No More" (de Try Me!)                                          | —   | —  | —  | —   | —  | —  | —  | —  |  | Please Please Please                              |
| 1957 | "Just Won't Do Right" b/w "Let's Make It"                                                           | —   | —  | —  | —   | —  | —  | —  | —  |  | Please Please Please                              |
| 1957 | "Gonna Try" b/w "Can't Be the Same"                                                                 | —   | —  | —  | —   | —  | —  | —  | —  |  | Try Me!                                           |
| 1957 | "Messing with the Blues" b/w "Love or a Game" (de Please, Please, Please)                           | —   | —  | —  | —   | —  | —  | —  | —  |  | Try Me!                                           |
| 1957 | "You're Mine, You're Mine" b/w "I Walked Alone" (de Please, Please, Please)                         | —   | —  | —  | —   | —  | —  | —  | —  |  | Try Me!                                           |
| 1957 | "That Dood It" b/w "Baby Cries Over the Ocean"                                                      | —   | —  | —  | —   | —  | —  | —  | —  |  | Please, Please, Please                            |
| 1958 | "Begging, Begging" b/w "That's When I Lost My Heart"                                                | —   | —  | —  | —   | —  | —  | —  | —  |  | Please, Please, Please                            |
| 1958 | "Try Me" b/w "Tell Me What I Did Wrong"                                                             | 48  | 2  | —  | —   | —  | —  | —  | —  |  | Please, Please, Please                            |
| 1959 | "I Want You So Bad" b/w "There Must Be a Reason"                                                    | —   | 20 | —  | —   | —  | —  | —  | —  |  | Try Me!                                           |
| 1959 | "I've Got to Change" b/w "It Hurts to Tell You"                                                     | —   | —  | —  | —   | —  | —  | —  | —  |  | Try Me!                                           |
| 1959 | "It Was You" b/w "Got to Cry"                                                                       | —   | —  | —  | —   | —  | —  | —  | —  |  | Try Me!                                           |
| 1959 | "Good Good Lovin'" b/w "Don't Let It Happen to Me" (de Try Me!)                                     | —   | —  | —  | —   | —  | —  | —  | —  |  | Think!                                            |
| 1960 | "I'll Go Crazy" b/w "I Know It's True"                                                              | —   | 15 | —  | —   | —  | —  | —  | —  |  | Think!                                            |
| 1960 | "Think" /                                                                                           | 33  | 7  | —  | —   | —  | —  | —  | —  |  | Think!                                            |
| 1960 | "You've Got the Power"                                                                              | —   | 14 | —  | —   | —  | —  | —  | —  |  | Think!                                            |
| 1960 | "This Old Heart" b/w "Wonder When You're Coming Home"                                               | 79  | 20 | —  | —   | —  | —  | —  | —  |  | Think!                                            |
| 1960 | Lançados pela King Records:                                                                         |     |    |    |     |    |    |    |    |  |                                                   |
| 1960 | "The Bells" b/w "And I Do Just What I Want"                                                         | 68  | —  | —  | —   | —  | —  | —  | —  |  | The Amazing James Brown                           |
| 1961 | "Hold It" b/w "The Scratch"                                                                         | —   | —  | —  | —   | —  | —  | —  | —  |  | James Brown Presents His Band                     |
| 1961 | "Bewildered" b/w "If You Want Me"                                                                   | 40  | 8  | —  | —   | —  | —  | —  | —  |  | Think!                                            |
| 1961 | "I Don't Mind" b/w "Love Don't Love Nobody"                                                         | 47  | 4  | —  | —   | —  | —  | —  | —  |  | The Amazing James Brown                           |
| 1961 | "Suds" b/w "Sticky" (de Tour the U.S.A.)                                                            | —   | —  | —  | —   | —  | —  | —  | —  |  | James Brown Presents His Band                     |
| 1961 | "Baby You're Right" b/w "I'll Never, Never Let You Go"                                              | 49  | 2  | —  | —   | —  | —  | —  | —  |  | Think!                                            |
| 1961 | "Just You and Me, Darling" b/w "I Love You, Yes I Do"                                               | —   | 17 | —  | —   | —  | —  | —  | —  |  | The Amazing James Brown                           |
| 1961 | "Lost Someone" b/w "Cross Firing" (de Tour the U.S.A.)                                              | 48  | 2  | —  | —   | —  | —  | —  | —  |  | The Amazing James Brown                           |
| 1962 | "Night Train" b/w "Why Does Everything Happen to Me"                                                | 35  | 5  | —  | —   | —  | —  | —  | —  |  | James Brown Presents His Band                     |
| 1962 | "Shout and Shimmy" b/w "Come Over Here"                                                             | 61  | 16 | —  | —   | —  | —  | —  | —  |  | Good, Good, Twistin' with James Brown             |
| 1962 | "Mashed Potatoes U.S.A." b/w "You Don't Have to Go" (de The Amazing James Brown)                    | 82  | 21 | —  | —   | —  | —  | —  | —  |  | James Brown and His Famous Flames Tour the U.S.A. |
| 1962 | "Three Hearts in a Tangle" b/w "I've Got Money"                                                     | 93  | 18 | —  | —   | —  | —  | —  | —  |  | James Brown and His Famous Flames Tour the U.S.A. |
| 1963 | "Like a Baby" /                                                                                     | —   | 24 | —  | —   | —  | —  | —  | —  |  | James Brown and His Famous Flames Tour the U.S.A. |
| 1963 | "Every Beat of My Heart"                                                                            | 99  | —  | —  | —   | —  | —  | —  | —  |  | James Brown and His Famous Flames Tour the U.S.A. |
| 1963 | "Prisoner of Love" b/w "Choo Choo"                                                                  | 18  | 6  | —  | —   | —  | —  | —  | —  |  | Prisoner of Love                                  |
| 1963 | "These Foolish Things" b/w "(Can You) Feel It Part 1" (from Prisoner Of Love)                       | 55  | 25 | —  | —   | —  | —  | —  | —  |  | Pure Dynamite! Live at the Royal                  |
| 1963 | "Signed Sealed and Delivered" b/w "Waiting in Vain" (de Prisoner of Love)                           | 77  | —  | —  | —   | —  | —  | —  | —  |  | Pure Dynamite! Live at the Royal                  |
| 1963 | "I've Got to Change" b/w "The Bells" (de The Amazing James Brown)                                   | —   | —  | —  | —   | —  | —  | —  | —  |  | Try Me!                                           |
| 1964 | "Oh Baby Don't You Weep"—Part 1 b/w Part 2                                                          | 23  | —  | —  | —   | —  | —  | —  | —  |  | Pure Dynamite! Live at the Royal                  |
| 1964 | "Please, Please, Please" (overdubbed) b/w "In the Wee Wee Hours (Of the Nite)" (de Tour the U.S.A.) | 95  | —  | —  | —   | —  | —  | —  | —  |  | Pure Dynamite! Live at the Royal                  |
| 1964 | "Again" b/w "How Long Darling"                                                                      | —   | —  | —  | —   | —  | —  | —  | —  |  | Prisoner of Love                                  |
| 1964 | "So Long" b/w "Dancin' Little Thing" (de Good Good Twistin' with James Brown)                       | —   | —  | —  | —   | —  | —  | —  | —  |  | Prisoner of Love                                  |
| 1964 | "Tell Me What You're Gonna Do" b/w "I Don't Care" (de Tour the U.S.A.)                              | —   | —  | —  | —   | —  | —  | —  | —  |  | The Amazing James Brown                           |
| 1964 | "Think" b/w "Try Me" (de Prisoner of Love)                                                          | —   | —  | —  | —   | —  | —  | —  | —  |  | James Brown Live at the Apollo                    |
| 1964 | "Have Mercy Baby" b/w "Just Won't Do Right" (de Good Good Twistin' com James Brown)                 | 92  | —  | —  | —   | —  | —  | —  | —  |  | Papa's Got a Brand New Bag                        |
| Lançados pela Smash Records: | |     |    |    |     |    |    |    |    |  |                                                   |
| 1964 | "Caldonia" b/w "Evil"                                                                               | 95  | —  | —  | —   | —  | —  | —  | —  |  | Showtime                                          |
| 1964 | "The Things That I Used to Do" b/w "Out of the Blue"                                                | 99  | —  | —  | —   | —  | —  | —  | —  |  | Showtime                                          |
| 1964 | "Out of Sight" b/w "Maybe the Last Time"                                                            | 24  | —  | —  | 23  | —  | —  | —  | —  |  | Out Of Sight                                      |
| 1965 | "Who's Afraid of Virginia Woolf" b/w "Devil's Hideaway" James Brown at the Organ                    | —   | —  | —  | —   | —  | —  | —  | —  |  | Grits and Soul                                    |
| 1965 | "Try Me" b/w "Papa's Got a Brand New Bag" Versões instrumentais: James Brown ao orgão               | 63  | 34 | —  | —   | —  | —  | —  | —  |  | James Brown Plays James Brown - Today & Yesterday |
| 1966 | "New Breed" (Part I) b/w Part II                                                                    | —   | —  | —  | 99  | —  | —  | —  | —  |  | James Brown Plays New Breed                       |
| 1966 | "James Brown's Boo-Ga-Loo" b/w "Lost in a Mood of Changes"                                          | —   | —  | —  | —   | —  | —  | —  | —  |  | James Brown Plays New Breed                       |
| 1966 | "Let's Go Get Stoned" b/w "Our Day Will Come"                                                       | —   | —  | —  | —   | —  | —  | —  | —  |  | Handful Of Soul                                   |
| 1967 | "Jimmy Mack" b/w "What Do You Like" James Brown at the Organ                                        | —   | —  | —  | —   | —  | —  | —  | —  |  | James Brown Plays the Real Thing                  |
| Lançados pela King: | |     |    |    |     |    |    |    |    |  |                                                   |
| 1965 | "This Old Heart" b/w "It Was You" (de Good Good Twistin' with James Brown)                          | —   | —  | —  | —   | —  | —  | —  | —  |  | Papa's Got a Brand New Bag                        |
| 1965 | "Papa's Got a Brand New Bag"—Part 1 b/w Part 2                                                      | 8   | 1  | —  | 6   | —  | —  | 16 | 25 |  | Papa's Got a Brand New Bag                        |
| 1965 | "I Got You (I Feel Good)" b/w "I Can't Help It (I Just Do-Do-Do)"                                   | 3   | 1  | —  | 35  | —  | —  | —  | 29 |  | I Got You (I Feel Good)                           |
| 1965 | "Lost Someone" (Live) /                                                                             | 94  | —  | —  | —   | —  | —  | —  | —  |  | James Brown Live at the Apollo                    |
| 1965 | "I'll Go Crazy" (Live)                                                                              | 73  | 28 | —  | —   | —  | —  | —  | —  |  | James Brown Live at the Apollo                    |
| 1966 | "Ain't That a Groove"—Parts 1 & 2                                                                   | 42  | 6  | —  | 46  | —  | —  | —  | —  |  | It's a Man's Man's Man's World                    |
| 1966 | "Come Over Here" b/w "Tell Me What You're Gonna Do" (de Good Good Twistin' with James Brown)        | —   | —  | —  | —   | —  | —  | —  | —  |  | It's a Man's Man's Man's World                    |
| 1966 | "It's a Man's Man's Man's World" b/w "Is It Yes or Is It No?"                                       | 8   | 1  | 14 | 25  | —  | 33 | —  | 13 |  | It's a Man's Man's Man's World                    |
| 1966 | "How Long Darling" b/w "This Old Heart" (de Papa's Got a Brand New Bag)                             | —   | —  | —  | —   | —  | —  | —  | —  |  | Prisoner Of Love                                  |
| 1966 | "Money Won't Change You"—Part 1 b/w Part 2                                                          | 53  | 16 | —  | 52  | —  | —  | —  | —  |  | James Brown Sings Raw Soul                        |
| 1966 | "Don't Be a Drop-Out" b/w "Tell Me That You Love Me"                                                | 50  | 4  | —  | 35  | —  | —  | —  | —  |  | James Brown Sings Raw Soul                        |
| 1966 | "The Christmas Song"—Version 1 b/w Version 2                                                        | —   | —  | —  | —   | —  | —  | —  | —  |  | James Brown Sings Christmas Songs                 |
| 1966 | "Sweet Little Baby Boy"—Part 1 b/w Part 2                                                           | —   | —  | —  | —   | —  | —  | —  | —  |  | James Brown Sings Christmas Songs                 |
| 1966 | "Let's Make This Christmas Mean Something This Year"—Part 1 b/w Part 2                              | —   | —  | —  | —   | —  | —  | —  | —  |  | James Brown Sings Christmas Songs                 |
| 1967 | "Bring It Up" b/w "Nobody Knows"                                                                    | 29  | 7  | —  | —   | —  | 47 | —  | —  |  | James Brown Sings Raw Soul                        |
| 1967 | "Kansas City" b/w "Stone Fox" (de James Brown Sings Raw Soul)                                       | 55  | 21 | —  | —   | —  | —  | —  | —  |  | Live at the Apollo, Volume II                     |
| 1967 | "Think" (with Vicki Anderson) Lado B de Vicki Anderson: "Nobody Cares"                              | 100 | —  | —  | —   | —  | —  | —  | —  |  | Live at the Apollo, Volume II                     |
| 1967 | "Let Yourself Go" b/w "Good Rockin' Tonight" (de Cold Sweat)                                        | 46  | 5  | —  | —   | —  | —  | —  | —  |  | James Brown Sings Raw Soul                        |
| 1967 | "I Loves You Porgy" b/w "Yours and Mine" (de James Brown Sings Raw Soul)                            | —   | —  | —  | —   | —  | —  | —  | —  |  | Cold Sweat                                        |
| 1967 | "Mona Lisa" "It Won't Be Me" (de I Got the Feelin')                                                 | —   | —  | —  | —   | —  | —  | —  | —  |  | Cold Sweat                                        |
| 1967 | "Cold Sweat"—Part 1 b/w Part 2                                                                      | 7   | 1  | —  | —   | —  | —  | —  | —  |  | Cold Sweat                                        |
| 1967 | "Get It Together"—Part 1 b/w Part 2                                                                 | 40  | 11 | —  | —   | —  | —  | —  | —  |  | I Can't Stand Myself When You Touch Me            |
| 1967 | "The Soul of J.B." b/w "Funky Soul #1"                                                              | —   | —  | —  | —   | —  | —  | —  | —  |  | I Can't Stand Myself When You Touch Me            |
| 1967 | "I Can't Stand Myself (When You Touch Me)" /                                                        | 28  | 4  | —  | —   | —  | —  | —  | —  |  | I Can't Stand Myself When You Touch Me            |
| 1967 | "There Was a Time"                                                                                  | 36  | 3  | —  | —   | —  | —  | —  | —  |  | I Can't Stand Myself When You Touch Me            |
| 1968 | "You've Got to Change Your Mind" (com Bobby Byrd) Lado B de Bobby Byrd: "I'll Lose My Mind"         | —   | 47 | —  | —   | —  | —  | —  | —  |  | I Can't Stand Myself When You Touch Me            |
| 1968 | "I Got the Feelin'" b/w "If I Ruled the World"                                                      | 6   | 1  | —  | —   | —  | —  | —  | —  |  | I Got the Feelin'                                 |
| 1968 | "Licking Stick – Licking Stick"—Part 1 b/w Part 2                                                   | 14  | 2  | —  | 31  | —  | —  | —  | —  |  | Say It Loud – I'm Black and I'm Proud             |
| 1968 | "America Is My Home"—Part 1 b/w Part 2                                                              | 52  | 13 | —  | —   | —  | —  | —  | —  |  | Apenas singles                                    |
| 1968 | "I Guess I'll Have to Cry, Cry, Cry" b/w "Just Plain Funk" (de I Got the Feelin')                   | 55  | 15 | —  | 52  | —  | —  | —  | —  |  | Say It Loud – I'm Black and I'm Proud             |
| 1968 | "Say It Loud – I'm Black and I'm Proud"—Part 1 b/w Part 2                                           | 10  | 1  | —  | 47  | —  | —  | —  | —  |  | Say It Loud – I'm Black and I'm Proud             |
| 1968 | "Goodbye My Love" b/w "Shades of Brown"                                                             | 31  | 9  | —  | 39  | —  | —  | —  | —  |  | Say It Loud – I'm Black and I'm Proud             |
| 1968 | "Tit for Tat (Ain't No Taking Back)" b/w "Believers Shall Enjoy (Non-Believers Shall Suffer)"       | 86  | —  | —  | 58  | —  | —  | —  | —  |  | A Soulful Christmas                               |
| 1968 | "Give It Up or Turnit a Loose" b/w "I'll Lose My Mind" (from Say It Loud – I'm Black and I'm Proud) | 15  | 1  | —  | 45  | —  | —  | —  | —  |  | Ain't It Funky                                    |
| 1969 | "Soul Pride"—Part 1 b/w Part 2                                                                      | —   | 33 | —  | 100 | —  | —  | —  | —  |  | The Popcorn                                       |
| 1969 | "I Don't Want Nobody to Give Me Nothing (Open Up the Door, I'll Get It Myself)"—Part 1 b/w Part 2   | 20  | 3  | —  | 51  | —  | —  | —  | —  |  | Apenas singles                                    |
| 1969 | "The Popcorn" b/w "The Chicken"                                                                     | 30  | 11 | —  | 46  | —  | —  | —  | —  |  | The Popcorn                                       |
| 1969 | "Mother Popcorn (You've Got to Have a Mother for Me)"—Part 1 b/w Part 2                             | 11  | 1  | —  | 16  | —  | —  | —  | —  |  | It's a Mother                                     |
| 1969 | "Lowdown Popcorn" b/w "Top of the Stack" (de It's A Mother)                                         | 41  | 16 | —  | 49  | —  | —  | —  | —  |  | Sex Machine                                       |
| 1969 | "World"—Part 1 b/w Part 2                                                                           | 37  | 8  | —  | 52  | —  | —  | —  | —  |  | It's a New Day – Let a Man Come In                |
| 1969 | "Let a Man Come In and Do the Popcorn"—Part 1 b/w "Sometime" (de Super Bad)                         | 21  | 2  | —  | 69  | —  | —  | —  | —  |  | It's a New Day – Let a Man Come In                |
| 1969 | "Let a Man Come In and Do the Popcorn"—Part 2 b/w "Gittin' a Little Hipper"—Part 2 (Apenas single)  | 21  | 6  | —  | 55  | —  | —  | —  | —  |  | It's a New Day – Let a Man Come In                |
| 1969 | "Ain't It Funky Now"—Part 1 b/w Part 2                                                              | 24  | 3  | —  | 64  | —  | —  | —  | —  |  | Ain't It Funky                                    |
| 1970 | "It's a New Day"—Parts 1 & 2 b/w "Georgia On My Mind"                                               | 32  | 3  | —  | 51  | —  | —  | —  | —  |  | It's a New Day – Let a Man Come In                |
| 1970 | "Funky Drummer"—Part 1 b/w Part 2                                                                   | 51  | 20 | —  | 41  | —  | —  | —  | —  |  | In the Jungle Groove                              |
| 1970 | "Brother Rapp"—Parts 1 & 2 b/w "Bewildered"                                                         | 32  | 2  | —  | 62  | —  | —  | —  | —  |  | Sex Machine                                       |
| 1970 | "Get Up (I Feel Like Being A) Sex Machine"—Part 1 b/w Part 2                                        | 15  | 2  | 4  | —   | 29 | —  | 7  | 32 |  | Sex Machine                                       |
| 1970 | "Super Bad"—Parts 1 & 2 b/w Part 3                                                                  | 13  | 1  | —  | —   | —  | —  | —  | —  |  | Super Bad                                         |
| 1970 | "Santa Claus Is Definitely Here to Stay" b/w Versão instrumental do lado A                          | —   | —  | —  | —   | —  | —  | —  | —  |  | Hey America                                       |
| 1970 | "Get Up, Get into It, Get Involved"—Part 1 b/w Part 2                                               | 34  | 4  | —  | —   | —  | —  | —  | —  |  | In The Jungle Groove                              |
| 1971 | "Spinning Wheel"—Part 1 b/w Part 2                                                                  | 90  | —  | —  | —   | —  | —  | —  | —  |  | Sex Machine                                       |
| 1971 | "Soul Power"—Part 1 b/w Parts 2 & 3                                                                 | 29  | 3  | —  | —   | 47 | —  | —  | —  |  | In the Jungle Groove                              |
| 1971 | "I Cried" b/w "World"—Part 2                                                                        | 50  | 15 | —  | —   | —  | —  | —  | —  |  | Apenas singles                                    |
| "—" denota itens que não entraram nas paradas ou não foram lançados naquele território.. Nota: Todos os singles de (1956) "Please, Please, Please" até (1968) "I Guess I'll Have to Cry, Cry, Cry" são creditados como James Brown and The Famous Flames | |     |    |    |     |    |    |    |    |  |                                                   |

### 1971–1981
| Lançados pela Polydor:                                                                  | |    |    |    |     |    |    |    |    |            |                                                        |
| 1971                                                                                    | "Escape-ism"—Part 1 b/w Parts 2 & 3                                                                                                  | 35 | 6  | —  | —   | —  | —  | —  | —  |            | Hot Pants                                              |
| 1971                                                                                    | "Hot Pants"—Part 1 b/w Part 2 | 15 | 1  | 17 | 58  | 21 | —  | 15 | —  |            | Hot Pants                                              |
| 1971                                                                                    | "Make It Funky"—Part 1 b/w Part 2 | 22 | 1  | —  | 79  | —  | —  | —  | —  |            | Soul Classics                                          |
| 1971                                                                                    | "My Part/Make It Funky"—Part 3 b/w Part 4                                                                                            | 68 | —  | —  | —   | —  | —  | —  | —  |            | Soul Classics                                          |
| 1971                                                                                    | "I'm a Greedy Man"—Part 1 b/w Part 2                                                                                                 | 35 | 7  | —  | —   | —  | —  | —  | —  |            | There It Is                                            |
| 1971                                                                                    | "Hey America" b/w Versão instrumental do lado A                                                                                      | —  | —  | —  | —   | —  | 25 | —  | 47 |            | Hey America                                            |
| 1972                                                                                    | "Talkin' Loud and Sayin' Nothing" b/w Part 2                                                                                         | 27 | 1  | —  | —   | —  | —  | —  | —  |            | There It Is                                            |
| 1972                                                                                    | "King Heroin" b/w "Theme from King Heroin" (from Food for Thought)                                                                   | 40 | 6  | —  | —   | —  | —  | —  | —  |            | There It Is                                            |
| 1972                                                                                    | "There It Is"—Part 1 b/w Part 2 | 43 | 4  | —  | —   | —  | —  | 22 | —  |            | There It Is                                            |
| 1972                                                                                    | "Honky Tonk"—Part 1 b/w Part 2 (de James Brown Presents: This Is Soul 10)                                                            | 44 | 7  | —  | —   | —  | 49 | —  | —  |            | Soul Classics Volume II                                |
| 1972                                                                                    | "Get on the Good Foot"—Part 1 b/w Part 2                                                                                             | 18 | 1  | —  | —   | —  | —  | —  | —  |            | Get on the Good Foot                                   |
| 1972                                                                                    | "I Got a Bag of My Own" b/w "Public Enemy #1"—Part 1 (de There It Is)                                                                | 44 | 3  | —  | —   | —  | 37 | —  | —  |            | Get on the Good Foot                                   |
| 1972                                                                                    | "What My Baby Needs Now Is a Little More Lovin'" b/w "This Guy-This Girl's In Love" (Apenas single) Ambas as faixas com Lyn Collins) | 56 | 17 | —  | —   | —  | —  | —  | —  |            | James Brown Presents: This Is Soul 10                  |
| 1973                                                                                    | "I Got Ants in My Pants"—Part 1 b/w Part 2 (Apenas single)                                                                           | 27 | 4  | —  | —   | —  | —  | —  | —  |            | Soul Classics Volume II                                |
| 1973                                                                                    | "Down and Out in New York City" b/2 "Mama's Dead"                                                                                    | 50 | 13 | —  | —   | —  | —  | —  | —  |            | Black Caesar Soundtrack                                |
| 1973                                                                                    | "Think" b/w "Something" | 77 | 15 | —  | —   | 49 | —  | —  | —  |            | Apenas singles                                         |
| 1973                                                                                    | "Think" (alternate version) b/w "Something"                                                                                          | 80 | 37 | —  | —   | —  | —  | —  | —  |            | Apenas singles                                         |
| 1973                                                                                    | "Sexy, Sexy, Sexy" b/w "Slaughter Theme"                                                                                             | 50 | 6  | —  | —   | —  | 29 | —  | —  |            | Slaughter's Big Rip-Off                                |
| 1973                                                                                    | "Stoned to the Bone"—Part 1 b/w "Stoned to the Bone (Some More)"                                                                     | 58 | 4  | —  | 100 | —  | —  | —  | —  |            | The Payback                                            |
| 1974                                                                                    | "The Payback"—Part 1 b/w Part 2 | 26 | 1  | —  | 69  | —  | —  | —  | —  | - US: Ouro | The Payback                                            |
| 1974                                                                                    | "Woman"—Part 1 b/w Part 2 | —  | —  | 18 | —   | —  | —  | 8  | —  |            | Hot                                                    |
| 1974                                                                                    | "My Thang" b/w "Public Enemy #1"—Part 1 (from There It Is)                                                                           | 29 | 1  | —  | —   | —  | —  | —  | —  |            | Hell                                                   |
| 1974                                                                                    | "Papa Don't Take No Mess"—Part 1 b/w Part 2                                                                                          | 31 | 1  | —  | —   | —  | 50 | —  | —  |            | Hell                                                   |
| 1974                                                                                    | "Funky President (People It's Bad)" /                                                                                                | 44 | 4  | —  | —   | —  | —  | —  | —  |            | Reality                                                |
| 1974                                                                                    | "Coldblooded" | 44 | —  | —  | —   | —  | —  | —  | —  |            | Hell                                                   |
| 1975                                                                                    | "Reality" b/w "I Need Your Love So Bad" (de Messing with the Blues)                                                                  | 80 | 19 | —  | —   | —  | —  | —  | —  |            | Reality                                                |
| 1975                                                                                    | "Sex Machine"—Part 1 b/w Part 2 | 61 | —  | —  | —   | —  | —  | —  | —  |            | Sex Machine Today                                      |
| 1975                                                                                    | "Hustle!!! (Dead on It)" b/w "Dead on It"—Part 2 (de Sex Machine Today)                                                              | —  | 11 | —  | —   | —  | —  | —  | —  |            | Everybody's Doin' the Hustle & Dead on the Double Bump |
| 1975                                                                                    | "Superbad, Superslick"—Part 1 b/w Part 2                                                                                             | —  | 28 | —  | —   | —  | —  | —  | —  |            | Everybody's Doin' the Hustle & Dead on the Double Bump |
| 1975                                                                                    | "Hot (I Need to Be Loved, Loved, Loved)" b/w "Superbad, Superslick"—Part 1                                                           | —  | 31 | —  | —   | —  | —  | —  | —  |            | Hot                                                    |
| 1976                                                                                    | "(I Love You) For Sentimental Reasons" b/w "Goodnight My Love"                                                                       | —  | 70 | —  | —   | —  | —  | —  | —  |            | Hot                                                    |
| 1976                                                                                    | "Get Up Offa That Thing" b/w "Release the Pressure"                                                                                  | 45 | 4  | —  | —   | —  | —  | —  | 22 |            | Get Up Offa That Thing                                 |
| 1976                                                                                    | "I Refuse to Lose" b/w "Home Again"                                                                                                  | —  | 47 | —  | —   | —  | —  | —  | —  |            | Get Up Offa That Thing                                 |
| 1976                                                                                    | "Bodyheat"—Part 1 b/w Part 2 | 88 | 13 | —  | —   | —  | —  | —  | 36 |            | Bodyheat                                               |
| 1977                                                                                    | "Kiss in 77" b/w "Woman" | —  | 35 | —  | —   | —  | —  | —  | —  |            | Bodyheat                                               |
| 1977                                                                                    | "Give Me Some Skin" b/w "People Wake Up and Live" Ambos os lados com The J.B.'s                                                      | —  | 20 | —  | —   | —  | —  | —  | —  |            | Mutha's Nature                                         |
| 1977                                                                                    | "If You Don't Give a Doggone About It" b/w "People Who Criticize" Ambos os lados com The J.B.'s                                      | —  | 45 | —  | —   | —  | —  | —  | —  |            | Mutha's Nature                                         |
| 1977                                                                                    | "Take Me Higher and Groove Me" b/w "Summertime" (de Martha & James)                                                                  | —  | —  | —  | —   | —  | 8  | —  | —  |            | Mutha's Nature                                         |
| 1978                                                                                    | "Eyesight" b/w "I Never, Never, Never Will Forget"                                                                                   | —  | 38 | —  | —   | —  | —  | —  | —  |            | Jam 1980's                                             |
| 1978                                                                                    | "The Spank" b/w "Love Me Tender" (Apenas single)                                                                                     | —  | 26 | —  | —   | —  | —  | —  | —  |            | Jam 1980's                                             |
| 1979                                                                                    | "For Goodness Sakes, Look at Those Cakes"—Part 1 b/w Part 2                                                                          | —  | 52 | —  | —   | —  | —  | —  | —  |            | Take a Look at Those Cakes                             |
| 1979                                                                                    | "It's Too Funky in Here" b/w "Are We Really Dancing" (de People)                                                                     | —  | 15 | —  | —   | —  | —  | —  | —  |            | The Original Disco Man                                 |
| 1979                                                                                    | "Star Generation" b/w "Women Are Something Else" (de The Original Disco Man)                                                         | —  | 63 | —  | —   | —  | —  | —  | —  |            | The Original Disco Man                                 |
| 1980                                                                                    | "Regrets" b/w "Stone Cold Drag" | —  | 63 | —  | —   | —  | —  | —  | —  |            | People                                                 |
| 1980                                                                                    | "Rapp Payback (Where Iz Moses)" b/w Part 2                                                                                           | —  | 46 | —  | —   | —  | —  | —  | 39 |            | Soul Syndrome                                          |
| 1981                                                                                    | "Stay with Me" b/w "Smokin' and Drinkin'"                                                                                            | —  | 80 | —  | —   | —  | —  | —  | —  |            | Soul Syndrome                                          |
| "—" denota itens que não entraram nas paradas ou não foram lançados naquele território. | |    |    |    |     |    |    |    |    |            |                                                        |

### 1983–presente
| Outros lançamentos incluindo Scotti Brothers Records:                                   | |    |    |    |   |    |    |    |    |            |                                              |
| 1983                                                                                    | "Night Time Is the Right Time" /                                                                                    | —  | 73 | —  | — | —  | —  | —  | —  |            | Bring It On!                                 |
| 1983                                                                                    | "Bring It On...Bring It On"                                                                                         | —  | —  | —  | — | —  | —  | —  | 45 |            | Bring It On!                                 |
| 1984                                                                                    | "Unity"—Part 1 ("The Third Coming") b/w Part 2 ("Because It's Coming") Ambos os lados com Afrika Bambaataa)         | —  | 87 | —  | — | —  | —  | —  | 49 |            | Unity                                        |
| 1985                                                                                    | "Froggy Mix" (Medley) -- Part 1 b/w Part 2                                                                          | —  | —  | —  | — | —  | —  | —  | 50 |            | Froggy Mix                                   |
| 1985                                                                                    | "Living in America" Lado B de Vince DiCola: "Farewell"                                                              | 4  | 10 | 2  | 5 | 12 | 13 | 8  | 5  | - CAN:Ouro | Gravity                                      |
| 1985                                                                                    | "Sex Machine '85" b/w "Papa's Got a Brand New Bag" (de 16 Greatest Hits)                                            | —  | —  | —  | — | —  | —  | —  | 47 |            | Apenas single                                |
| 1986                                                                                    | "Gravity" b/w "Gravity" (Dub Mix, apenas single)                                                                    | 93 | 26 | 12 | — | —  | —  | 31 | 65 |            | Gravity                                      |
| 1986                                                                                    | "Sex Machine '86" b/w "Woman" (de Hot)                                                                              | —  | —  | 34 | — | —  | —  | —  | 46 |            | Apenas single                                |
| 1987                                                                                    | "How Do You Stop" b/w "House of Rock" (Apenas single)                                                               | —  | 10 | 27 | — | 28 | —  | —  | 90 |            | Gravity                                      |
| 1988                                                                                    | "She's the One" b/w "Funky President (People It's Bad)" (de Reality)                                                | —  | —  | —  | — | —  | —  | —  | 45 |            | Motherlode                                   |
| 1988                                                                                    | "The Payback Mix"—Part 1 b/w "Give It Up or Turnit a Loose"                                                         | —  | —  | 38 | — | —  | —  | 31 | 12 |            | Apenas singles                               |
| 1988                                                                                    | "I'm Real" b/w "Tribute"                                                                                            | —  | 2  | —  | — | —  | —  | 22 | 31 |            | I'm Real                                     |
| 1988                                                                                    | "Static" b/w "Godfather Runnin' the Joint"                                                                          | —  | 5  | —  | — | —  | —  | —  | 83 |            | I'm Real                                     |
| 1989                                                                                    | "Gimme Your Love" (com Aretha Franklin) Lado B de Aretha Franklin: "Think" (1989)                                   | —  | 48 | —  | — | —  | —  | —  | 79 |            | Through The Storm (álbum de Aretha Franklin) |
| 1991                                                                                    | "(So Tired of Standing Still We Got to) Move On" b/w "You Are My Everything"                                        | —  | 48 | —  | — | —  | —  | —  | —  |            | Love Over-Due                                |
| 1991                                                                                    | "Sex Machine '91" /                                                                                                 | —  | —  | —  | — | —  | —  | —  | 69 |            | Apenas single                                |
| 1992                                                                                    | "I Got You (I Feel Good)"                                                                                           | —  | —  | 49 | — | —  | —  | —  | 72 |            | 20 All-Time Greatest Hits!                   |
| 1993                                                                                    | "Can't Get Any Harder" (Radio mix) b/w "Can't Get Any Harder" (C&C / Leaders Of The New School Mix) (Apenas single) | —  | 76 | —  | — | —  | —  | —  | 59 |            | Universal James                              |
| 1998                                                                                    | "Funk on Ah Roll"                                                                                                   | —  | —  | —  | — | —  | —  | —  | 40 |            | I'm Back                                     |
| 2007                                                                                    | "Sex Machine" (Remix)                                                                                               | —  | —  | —  | — | 83 | —  | —  | —  |            | Dynamite X                                   |
| 2024                                                                                    | "We Got To Change"                                                                                                  | —  | —  | —  | — | —  | —  | —  | —  |            |                                              |
| "—" denota itens que não entraram nas paradas ou não foram lançados naquele território. | |    |    |    |   |    |    |    |    |            |                                              |

## Filmes / Home Video
- Hard Hits (1994; apenas em VHS)
- Live at The House of Blues (1999)
- James Brown: Soul Survivor (2004)
- Live in Montreux 1981 (2005)
- I Got The Feelin': James Brown in the '60s (boxes com 3DVDs apresentando os filmes The Night James Brown Saved Boston, Live At The Boston Garden 1968 e Live At The Apollo '68. (2008)[33]
- The Night James Brown Saved Boston (2009)
- Live At The Boston Garden April 5, 1968 (2009)

## Outras aparições
| Ano  | Canção                                                             | Álbum                       |
| ---- | ------------------------------------------------------------------ | --------------------------- |
| 2011 | "Super Bad" (Part 1 & Part 2) (ao vivo em 10 de fevereiro de 1973) | The Best of Soul Train Live |

## Ligações Externas
- Discografia de James Brown no Funky Stuff
- Discografia de James Brown na Allmusic
- Discografia de James Brown no Discogs
- Discografia de singles ingleses no 45cat